# マニフェスト (RHYMESTERのアルバム)
『マニフェスト』は、2010年2月3日に発売したRHYMESTERのアルバム。
オリジナル・アルバムとしては、『HEAT ISLAND』以来約4年振りとなる作品。DJ WATARAIやMAKI THE MAGIC等様々な外部プロデューサーを迎えた。初回特典として、「ラストヴァース」のプロモーション・ビデオを収録したDVD（副音声入り）、「ONCE AGAIN REMIX feat. DABO, TWIGY, ZEEBRA」を収録。
発売日の2010年2月3日付のオリコンデイリーランキングにて、3位を獲得し、それまでの20年のキャリアの中で最も高い順位となった。

## 収録曲
1. 午前零時 -Intro
Produce : BACHLOGIC
2. ONCE AGAIN
Produce : BACHLOGIC
3. H.E.E.L.
Produce : DJ WATARAI
4. New Accident
Produce : EVISBEATS
5. 渋谷漂流記
Produce : DJ DAISHIZEN
6. Under The Moon
Produce : DJ MITSU THE BEATS
7. 付和Ride On
Produce : DJ JIN
8. ライカライカ
Produce : MONKEY SEQUENCE.19
9. K.U.F.U.
Produce : DJ JIN
10. ちょうどいい
Produce : DJ MITSU THE BEATS
11. ミスターミステイク
Produce : BACHLOGIC
12. Come On!!!!!!!!
Produce : MAKI THE MAGIC
13. ラストヴァース
Produce : DJ WATARAI
14. ONCE AGAIN Remix feat. DABO, TWIGY, ZEEBRA　（初回版のみの収録）
Produce : BACHLOGIC